# NGC 7693
NGC 7693 ist eine Linsenförmige Galaxie vom Hubble-Typ S0/a im Sternbild Fische auf der Ekliptik. Sie ist schätzungsweise 117 Millionen Lichtjahre von der Milchstraße entfernt und hat einen Durchmesser von etwa 40.000 Lichtjahren. 
Das Objekt wurde am 1. Dezember 1882 von Asaph Hall entdeckt.